# خروستکووو
خروستکووو (به لهستانی:  Chrostkowo) یک روستا در لهستان است که در گمینا خروستکووو واقع شده‌است.